# Looking for Grace
Pour plus de détails, voir Fiche technique et Distribution.
Looking for Grace est un film australien réalisé par Sue Brooks.

## Fiche technique
- Titre original : Looking for Grace
- Réalisation : Sue Brooks
- Scénario : Sue Brooks
- Musique : Kate Dean
- Photographie : Katie Milwrigh
- Sociétés de production :
- Distribution :
- Pays d'origine :  Australie
- Budget :
- Langue originale : anglais
- Format : couleurs
- Durée :
- Dates de sortie :

## Distribution
- Harry Richardson : Jamie
- Richard Roxburgh : Dan
- Odessa Young : Grace
- Radha Mitchell : Denise
- Bailey Hester : Damien
- Holly Jones : Julie
- Kenya Pearson : Sappho
- Myles Pollard : Bruce
- Tasma Walton : Sandra

## Distinctions

### Nominations et sélections
- Mostra de Venise 2015 : Sélection officielle